# Muangthanhinius
Muangthanhinius — рід адапіформних приматів, що жили в Азії в пізньому еоцені.

## Класифікація
Muangthanhinius спочатку класифікували як incertae sedis в Adapiformes, оскільки Marivaux et al. (2006) відзначили його відмінність від інших названих родин адапіформ. Автори відзначили його подібність до Bugtilemur, поставивши під сумнів передбачувану спорідненість останнього з лемуриподібними. Ni та ін. (2016) виявили Muangthanhinius як частину родини Ekgmowechashalidae разом із Ekgmowechashala, Bugtilemur і Gatanthropus.